# Kay-Nunatak
Der Kay-Nunatak ist ein dunkler, felsiger und rund 500 m hoher Nunatak an der Bowman-Küste des Grahamlands auf der Antarktischen Halbinsel. Er ragt an der Südseite des Mobiloil Inlet auf und stellt den nördlichsten Ausläufer der Hitchcock Heights dar.
Luftaufnahmen vom Nunatak entstanden bei Überflügen am 20. Dezember 1928 durch den australischen Polarforscher Hubert Wilkins und am 23. November 1935 durch den US-amerikanischen Polarforscher Lincoln Ellsworth. Das Advisory Committee on Antarctic Names benannte ihn 1952 nach John D. Kay von der American Geographical Society, der an der Erstellung der ersten Landkarte dieses Gebiets anhand dieser Luftaufnahmen beteiligt war.